# Rudolph (hrabstwo Wood)
Rudolph – wieś w Stanach Zjednoczonych, w stanie Wisconsin, w hrabstwie Wood.